# Malm (plaats)
Malm is een plaats in de Noorse gemeente Steinkjer, provincie Trøndelag. Malm telt 1249 inwoners (2007) en heeft een oppervlakte van 1,43 km². Tussen 1913 en 1965 was Malm een zelfstandige gemeente, die in 1964 fuseerde met de gemeente Verran. Deze fusiegemeente werd in 2020 toegevoegd aan Steinkjer.